# Bobby kontra wapniaki
Bobby kontra wapniaki (wapniak to slang oznaczający osobę starszą zwłaszcza rodzica; oryginalny tytuł w ang. King of the Hill) – amerykański, telewizyjny serial animowany, stworzony przez Mike'a Judge'a (twórcy serialu MTV, Beavis i Butt-head) i Grega Danielsa (wieloletniego scenarzysty serialu Simpsonowie) dla amerykańskiej sieci Fox. Zadebiutował w 1997 i przedstawia życie rodziny Hillów, podmiejską metodystyczną rodzinę dumną ze swojej teksańskiej spuścizny.
W przeciwieństwie do typowych animowanych sitcomów, gdzie występują niezwykłe i mało prawdopodobne zdarzenia, Bobby kontra wapniaki usiłuje zachować realizm przedstawiając przeciętnie inteligentnych Amerykanów i prezentując humor w inaczej pojętej konwencji.
Popularność programu skłoniła wiele międzynarodowych sieci telewizyjnych, w tym polskie stacje TV4 (od 1998) oraz Comedy Central Polska do emisji serialu na własnej antenie. Serial urósł do drugiego po Simpsonach najdłużej emitowanego amerykańskiego serialu animowanego. W 2007 roku magazyn Time określił go jednym z najlepszych seriali TV w historii. W roku 2009 sieć FOX postanowiła definitywnie zakończyć emisję kolejnych odcinków, zwalniając miejsce w ramówce dla nowego projektu Setha MacFarlane'a pt. The Cleveland Show.
Bobby kontra wapniaki dokumentuje codzienne życie rodziny Hillów, regularnie zmuszając postaci do zwątpienia w swe wartości w konfrontacji z wartościami innych. Tematyka obejmuje pospolitości jak przyjaźń, do bardziej poważnych zagadnień, włączając role płci, wyzwolenie kobiet i nadużywanie narkotyków.
Temat przewodni został skomponowany i wykonany przez zespół The Refreshments.